# Massacre de Tel al-Sultan
Em 26 de maio de 2024, a Força Aérea Israelense bombardeou um acampamento de deslocados em Tel al-Sultan [en], Rafah. O ataque, que incendiou o acampamento, matou entre 45 e 50 palestinos e feriu mais de 200. Às vezes referido como massacre das tendas de Rafah ou massacre das tendas (em árabe: مجزرة الخيم), foi o incidente mais mortal da Ofensiva em Rafah [en].
Quando Israel invadiu Rafah e ordenou a evacuação do leste da cidade, alguns cidadãos fugiram para outras partes, como Tel al-Sultan, em busca de segurança. Uma semana antes do bombardeio, Israel havia designado o bairro como uma "zona segura" e distribuiu folhetos instruindo os palestinos a se deslocarem para lá. Dois dias antes do ataque, a Corte Internacional de Justiça ordenou que Israel interrompesse sua ofensiva, mas Israel interpretou a ordem de forma diferente e continuou suas operações.
Na noite do ataque, Israel atingiu o bairro com duas bombas GBU-39 de fabricação americana. As bombas iniciaram um incêndio no acampamento de tendas "Paz Kuwaiti"; muitos civis ficaram presos e queimados vivos. Israel matou quatro militantes e feriu um comandante. Afirmou ter atacado um "complexo do Hamas" fora do acampamento e que o incêndio foi acidental. No entanto, vídeos e imagens de satélite mostraram que o local do ataque aéreo estava dentro do próprio campo de refugiados, e algumas fontes alegaram que Israel alvejou civis deliberadamente. Analistas militares afirmaram que as bombas usadas por Israel têm um grande raio de efeito e, portanto, não deveriam ter sido usadas em uma área densamente povoada por civis. Uma investigação da Anistia Internacional concluiu que militantes estavam no acampamento, mas que Israel colocou civis em risco conscientemente. Imagens do ataque se espalharam internacionalmente, descritas como "algumas das piores" da guerra.

## Contexto
Após as ordens de evacuação [en] emitidas por Israel durante a Guerra de Gaza, muitas áreas de Gaza ficaram despovoadas, com refugiados indo principalmente para Rafah. Rafah tornou-se densamente povoada e superlotada, com mais de 1,4 milhão de civis abrigados na área. No entanto, quando Israel invadiu a cidade, ordenou a evacuação dos bairros do leste. Estima-se que 950.000 civis fugiram, indo para outras partes do sul de Gaza designadas como seguras, incluindo o local do ataque no oeste de Rafah.
Dois dias antes do ataque, a Corte Internacional de Justiça (CIJ) ordenou que Israel interrompesse a ofensiva em Rafah. No entanto, Israel interpretou a ordem como apenas a necessidade de cumprir o direito internacional, não necessariamente parar a ofensiva, e continuou. O Euro-Med Monitor relatou que, nas 48 horas desde a emissão da ordem, Israel lançou mais de 60 ataques aéreos na cidade. O ataque ocorreu logo após o Hamas lançar foguetes contra Tel Aviv, o primeiro ataque à cidade desde aproximadamente o final de janeiro de 2024. As FDI disseram que oito foguetes foram disparados da área de Rafah, mas foram interceptados.

## Designação como "zona segura"
Muitas fontes relataram que a área atacada por Israel havia sido previamente designada como uma "zona segura". A CBC News mostrou imagens de folhetos israelenses que diziam:
Para sua segurança, as Forças de Defesa de Israel pedem que você deixe essas áreas imediatamente e vá para abrigos conhecidos em Deir el-Balah ou na área humanitária em Tel al-Sultan pela Estrada da Praia. E não nos culpe depois que avisamos.
A NPR relatou que folhetos israelenses instando civis a evacuarem para Tel al-Sultan foram distribuídos uma semana antes do bombardeio. Testemunhas falando à Agence France-Presse confirmaram que só foram para Tel al-Sultan seguindo instruções dos folhetos das FDI. Abed Mohammed Al-Attar, cuja família seria posteriormente morta no ataque, disse que as forças israelenses informaram aos residentes que essa área era uma zona segura. A Sociedade do Crescente Vermelho Palestino afirmou que o local havia sido designado por Israel como uma "área humanitária" e não estava incluído nas áreas que o exército de Israel ordenou evacuar no início do mês.
Além de ser designada como zona segura, havia a questão de se o ataque também ocorreu dentro da "zona humanitária de al-Mawasi", conforme anunciado por Israel. Sob os limites originais, anunciados por Israel em 6 de dezembro de 2023, o ataque ocorreu dentro da zona. Em 6 de maio, Israel alterou os limites dessa zona. Sob os novos limites, o ataque ocorreu fora da zona humanitária, fato enfatizado pelas FDI em 27 de maio. No entanto, a Forensic Architecture [en] afirma que a mudança de 6 de maio não foi efetivamente comunicada aos gazenses, incluindo aqueles que já haviam buscado refúgio lá. Imagens de satélite confirmaram que novas tendas continuaram a ser construídas na área de 6 a 26 de maio, indicando que os civis palestinos não sabiam que Israel havia alterado as fronteiras da zona.

## Ataque
Na noite de 26 de maio, jatos de combate israelenses atingiram o acampamento de tendas "Paz Kuwaiti" em Tel al-Sultan. O acampamento estava a 200 metros do maior armazém de ajuda humanitária da UNRWA na Faixa de Gaza. Várias pessoas foram mortas e feridas na explosão inicial. Testemunhas relataram "uma chuva mortal de estilhaços, seguida pelo som de gritos". Uma mulher morta foi encontrada com estilhaços nos pulmões e no coração.
Um testemunha disse que ouviu uma explosão, saiu de casa e viu fumaça em uma rua próxima. Sobreviventes do ataque disseram que ele "queimou pessoas vivas" e destruiu um quarteirão inteiro. A Sociedade do Crescente Vermelho Palestino disse que civis ficaram presos nas chamas. Um vídeo verificado pela NBC News mostrou palestinos gritando por ajuda em tendas "engolfadas por chamas", com equipes de defesa civil tentando apagar o fogo e resgatar pessoas. Outros vídeos mostraram corpos queimados, incluindo o de uma criança decapitada. Paramédicos posteriormente recuperaram esses corpos.
Foi o incidente mais mortal da Ofensiva em Rafah [en]. O ataque foi descrito como um massacre por várias fontes de mídia, algumas das quais o chamaram de massacre das tendas de Rafah ou massacre das tendas. Israel afirmou que alvejou um complexo do Hamas e matou dois comandantes seniores do Hamas: o chefe do estado-maior da Cisjordânia, Yassin Rabia, e o oficial sênior Khaled Nagar, "em conformidade com o direito internacional". John Kirby [en] afirmou que o Hamas confirmou as mortes dos dois comandantes. No entanto, testemunhas falando à Mondoweiss [en] e à CNN disseram que nenhum militante foi encontrado no acampamento.

## Vítimas
O Ministério da Saúde de Gaza (GHM) afirmou que o ataque matou pelo menos 45 pessoas, e a ActionAid UK disse que matou 50. O GHM disse que entre as vítimas estavam pelo menos 12 mulheres, oito crianças e três idosos. A Médicos Sem Fronteiras disse que dezenas de civis ficaram feridos, com o GHM confirmando posteriormente 65 feridos. Posteriormente, elevou o número de feridos para mais de 200. As vítimas do ataque foram levadas ao Hospital Emirati, mas o GHM disse que os hospitais de Rafah não tinham recursos suficientes para lidar com o número de feridos. O único hospital em Rafah tinha oito leitos e nenhuma unidade de terapia intensiva.

## Análise e investigação
O ataque gerou várias investigações e análises independentes de meios de comunicação e analistas militares. O Egito, a Autoridade Palestina e outros concluíram que Israel alvejou civis deliberadamente no ataque. Israel também investigou o incidente, chamando-o de um "incidente trágico". Um painel de especialistas da ONU disse que Israel é responsável por suas ações e chamar isso de "erro" após o fato não torna o ataque legal. Os especialistas disseram que o ataque israelense foi indiscriminado e desproporcional.

### Alvo do ataque
Israel disse que o alvo do ataque foi um "complexo do Hamas" com dois oficiais seniores do Hamas, identificados como Yassin Rabia e Khaled Nagar. As FDI disseram que acreditavam que "não havia civis" no complexo. As FDI haviam divulgado anteriormente imagens de vigilância que mostravam quatro pessoas do lado de fora da estrutura que disseram ter alvejado, levantando questões sobre se sabiam da presença de civis nas proximidades e aceitaram isso como dano colateral. O jornal israelense Haaretz afirmou que as FDI atingiram uma área "densa".
Análise de imagens de satélite pelo India Today localizou o local do ataque aéreo no "Acampamento da Paz Kuwait", levando o jornal a concluir que "imagens de satélite mostram Israel alvejando campos de refugiados em Rafah". O Washington Post analisou imagens de satélite e encontrou "mais de uma dúzia de estruturas semelhantes a tendas" ao redor das estruturas de metal alvejadas. O The Guardian localizou o ataque na "borda de fileiras de tendas" do acampamento Kuwaiti, e citou um residente que disse que o local era "um ponto médico cercado por muitas tendas, em uma área com mais de 4.000 pessoas". Uma investigação do The New York Times concluiu que Israel atingiu diretamente o acampamento, dizendo que as estruturas de metal alvejadas faziam parte do acampamento e eram destinadas ao uso civil. Em junho, a NBC News disse que a análise do ataque e entrevistas com sobreviventes indicaram que os comandantes israelenses deveriam saber que havia civis na área do ataque. A agência de verificação de fatos da Al Jazeera concluiu que o ataque alvejou deliberadamente o acampamento. A Autoridade Palestina, o Egito, testemunhas e vários grupos humanitários também disseram que Israel alvejou deliberadamente o campo de refugiados.
Uma investigação da Anistia Internacional constatou que Yassin Rabia, comandante Khuweiled Ramadan, e pelo menos dois outros militantes do Hamas foram mortos, enquanto Khaled Nagar ficou apenas ferido. Afirmou que, "combatentes do Hamas e da Jihad Islâmica estavam localizados no campo de deslocados internos, um local que os deslocados acreditavam ser uma 'zona humanitária' designada, com combatentes colocando conscientemente em risco a vida de civis." No entanto, Erika Guevara Rosas, diretora sênior da Anistia, observou que "o exército israelense teria plena consciência de que o uso de bombas que projetam estilhaços mortais por centenas de metros e projéteis de tanque não guiados mataria e feriria um grande número de civis abrigados em ambientes superlotados sem proteção."

### Munições utilizadas

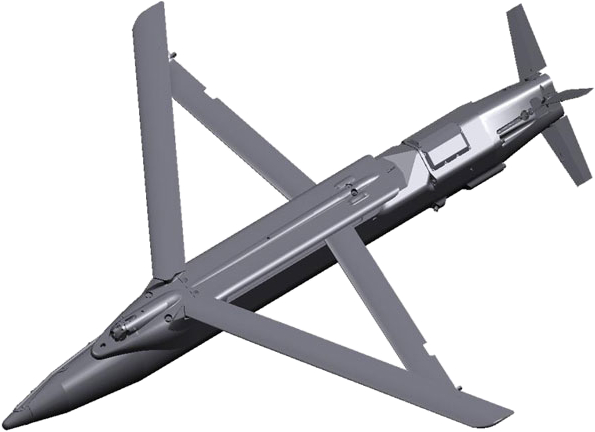
Uma bomba GBU-39, semelhante à utilizada no ataque.

Análises de imagens de vídeo conduzidas pelo The New York Times e pela CNN indicaram que a munição utilizada foi uma variante da bomba guiada de precisão GBU-39, fabricada pelos Estados Unidos (por vezes referida como míssil), embora a variante exata não tenha sido identificada. A GBU-39 é uma bomba de 250 pounds (110 kg) com um peso explosivo de 17 quilogramas (37 lb). Israel informou que disparou dois mísseis, cada um equipado com 17 kilograms (37 lb) de explosivos. Mark Cancian, coronel da reserva do Corpo de Fuzileiros Navais dos EUA, afirmou que o extenso campo de detritos sugere que as bombas foram programadas para detonar no ar antes do impacto. Essa decisão das Forças de Defesa de Israel (IDF) aumentaria a probabilidade de eliminação dos alvos, mas também maximizaria os danos à área e o risco de mortes não intencionais.
Israel afirmou que o uso de munições de precisão visava minimizar as vítimas civis. A GBU-39 de 250 lb foi projetada especificamente para reduzir danos colaterais em áreas urbanas e densamente povoadas. Ela causa menos danos colaterais do que as bombas de 2.000 lb que Israel utilizava anteriormente no bombardeio da Faixa de Gaza. A administração Biden pressionou Israel para abandonar o uso de bombas de 2.000 lb em favor de munições de precisão de 250 lb. Contudo, mesmo munições menores e guiadas com precisão, como a GBU-39, podem causar "graves baixas civis" se usadas inadequadamente. O raio de explosão da GBU-39 é estimado em 26 pés, embora estilhaços da carcaça da bomba possam atingir até 610 m.
O sargento da Força Aérea dos EUA, Wes J. Bryant, afirmou que a munição não foi projetada para uso próximo a acampamentos civis e que o exército dos EUA não a utilizaria, considerando que civis estavam dentro do "raio de efeito". Segundo Bryant, o uso da bomba por Israel em uma área densamente povoada por civis indicava "falta de vontade ou incapacidade de proteger eficazmente os civis". Trevor Ball, técnico em explosivos do Exército dos EUA, afirmou que os fragmentos da bomba podem alcançar até 600 metros, concluindo que "isso não faz sentido se estão tentando limitar as baixas". A Anistia Internacional declarou que, dado o grande raio letal da GBU-39, seu uso em uma área densamente povoada por civis constituiu um ataque indiscriminado [en], devendo ser investigado como crime de guerra. A organização acrescentou que "é provável que o exército israelense não tenha tomado todas as precauções possíveis" para proteger civis.

### Incêndios
Muitas das pessoas mortas foram queimadas vivas pelo incêndio que se seguiu. As Forças de Defesa de Israel (IDF) afirmaram que o incêndio foi "inesperado", acrescentando que "[nossas] munições sozinhas não poderiam ter causado um incêndio dessa magnitude". Frederic Gras, analista de munições francês, questionou essa justificativa, argumentando que "qualquer explosão pode iniciar um incêndio assim que produtos inflamáveis estejam nas proximidades". Da mesma forma, um técnico em eliminação de explosivos do Exército dos EUA afirmou que "uma bomba de qualquer tamanho" pode iniciar um incêndio, já que explosivos liberam grande quantidade de calor, capaz de incendiar materiais comuns em acampamentos. Diversas fontes destacaram que acampamentos de refugiados geralmente contêm materiais inflamáveis, como botijões de gás de cozinha, que podem ter sido ignited pelo ataque aéreo. A Anistia Internacional determinou que a causa provável do incêndio foi o combustível de cozinha armazenado no acampamento de tendas.
Em 27 de maio, autoridades israelenses informaram inicialmente a seus homólogos americanos que acreditavam que o incêndio foi causado por estilhaços do ataque que atingiram um tanque de combustível próximo. No mesmo dia, um narrador gazense anônimo afirmou que a explosão foi causada por um "jipe do Hamas carregado com armas". Posteriormente, as IDF sugeriram que um depósito de munições ou "algum outro material" na área causou o incêndio. Elas também divulgaram uma ligação telefônica em árabe, supostamente feita pelo Hamas, na qual os interlocutores afirmam que o míssil israelense não foi responsável pelo incêndio, que este foi causado por explosões secundárias provenientes de um depósito de munições. No entanto, James Cavanaugh, que trabalhou no ATF, afirmou que o incêndio não indicava "um grande estoque que explodiu". O New York Times analisou vários vídeos e não encontrou evidências de uma explosão secundária significativa.

## Reações

### Internas
O Hamas e a Jihad Islâmica Palestina condenaram o ataque, classificando-o como um massacre e convocando o povo palestino a "se levantar e marchar" contra Israel. Um porta-voz da Presidência da Autoridade Palestina condenou o incidente, chamando-o de massacre e pediu intervenção. Um sobrevivente do ataque afirmou: "Eles nos disseram que esta área era segura... mas agora não há lugar seguro em Gaza. Há massacres por toda parte". Um advogado do Centro Palestino para Direitos Humanos [en] declarou que o ataque mostrou que Israel estava ignorando as ordens provisórias do Tribunal Internacional de Justiça.
O primeiro-ministro Benjamin Netanyahu afirmou que o incidente foi um "acidente trágico". Inicialmente, o exército israelense informou que o ataque estava "sob revisão", enquanto a promotora militar chefe, Yifat Tomer-Yerushalmi [en], classificou o incidente como "muito grave". Alguns israelenses celebraram o ataque, comparando-o ao feriado judaico Lag BaOmer, no qual fogueiras são acesas para comemorar um rabi do século II. A analogia foi feita pelo jornalista sênior do Canal 14 de Israel, Yinon Magal, que publicou fotos nas redes sociais com a legenda: "A principal iluminação do ano em Rafah", e por Naveh Dromi, do i24NEWS, que comentou "Feliz Feriado". Ambas as postagens foram posteriormente removidas. A comparação também foi feita pelo rapper de extrema-direita Yoav Eliasi, que publicou vídeos no Telegram celebrando o ataque e também o comparando ao feriado. Alguns usuários de redes sociais israelenses compartilharam memes e piadas sobre o ataque, enquanto outros condenaram as postagens.
No discurso de 2024 de Netanyahu ao Congresso dos Estados Unidos, ele afirmou que um comandante em Rafah lhe disse que praticamente não houve vítimas civis na ofensiva, exceto neste ataque, descrito como "um incidente isolado em que estilhaços de uma bomba atingiram um depósito de armas do Hamas e mataram, sem intenção, duas dúzias de pessoas". A CNN observou que houve outros ataques em Rafah que mataram civis, incluindo naquela semana.

### Internacional
A Al Jazeera informou que o ataque "reacendeu" protestos [en] em apoio aos palestinos durante a guerra, citando manifestações no Líbano, Europa e Estados Unidos.
- Bélgica: O primeiro-ministro Alexander De Croo pediu mais negociações de paz após o ataque.[1]
- Canadá: O líder do Partido Novo Democrático, Jagmeet Singh, publicou um tweet após as imagens do incidente viralizarem: "As imagens do ataque aéreo das IDF a um acampamento para palestinos deslocados em Rafah são horríveis. Imagens tão terríveis que não as compartilharei. O mundo está falhando com o povo de Gaza. O Canadá está falhando com o povo de Gaza".[82] A ministra das Relações Exteriores, Melanie Joly, afirmou: "O Canadá não apoia uma operação militar israelense em Rafah. Esse nível de sofrimento humano deve acabar".[83]
- Chile: O país condenou veementemente o "ataque indiscriminado" das forças israelenses.[84]
- Colômbia: O presidente Gustavo Petro condenou o ataque, afirmando que "o massacre continua".[84]
- Egito: O país condenou o ataque, reiterando o pedido para que Israel interrompesse a ofensiva em Rafah.[85]
- França: O presidente Emmanuel Macron disse estar "indignado" com os ataques e voltou a pedir um cessar-fogo.[1][86]
- Alemanha: A ministra das Relações Exteriores, Annalena Baerbock, afirmou que as medidas do Tribunal Internacional de Justiça (TIJ) são vinculantes e instou Israel a cumprir o direito internacional.[87]
- Indonésia: O país condenou o ataque israelense aos acampamentos de palestinos deslocados em Rafah nos termos mais fortes, chamando-o de "violação flagrante das ordens do TIJ".[88]
- Iraque: O clérigo e líder do Movimento Sadrista, Moqtada al-Sadr, pediu o fechamento da Embaixada dos EUA em Bagdá após os ataques em Rafah.[89]
- Itália: O ministro da Defesa, Guido Crosetto, afirmou que a violência contra os palestinos "não é mais justificável".[90]
- Irlanda: O vice-primeiro-ministro classificou o ataque como "bárbaro" e instou Israel a interromper a ofensiva em Rafah.[91]
- Japão: A ministra das Relações Exteriores, Yoko Kamikawa, afirmou que o país está "profundamente preocupado" com a situação humanitária em Rafah após os ataques.[92]
- Jordânia: O Ministério das Relações Exteriores condenou os ataques e pediu que a comunidade internacional responsabilize os perpetradores.[93]
- Noruega: O ministro das Relações Exteriores, Espen Barth Eide, afirmou que o ataque israelense em Rafah "violou o direito internacional".[94]
- Omã: O Ministério das Relações Exteriores condenou o ataque.[95]
- Turquia: O presidente Recep Tayyip Erdoğan condenou o ataque, afirmando que a Turquia fará "tudo o que for possível" para responsabilizar o "bárbaro" Netanyahu.[50][96]
- Catar: O país alertou que o ataque poderia dificultar as negociações de cessar-fogo.[85]
- Arábia Saudita: O país afirmou que "condena nos termos mais fortes os massacres contínuos" realizados pelas forças israelenses em Gaza e que "rejeita categoricamente as contínuas violações flagrantes pelas forças de ocupação israelenses de todas as resoluções, leis e normas internacionais e humanitárias".[80] O Ministério das Relações Exteriores da Arábia Saudita também pediu que a comunidade internacional intervenha no conflito.[97]
- África do Sul: O Departamento de Relações Internacionais afirmou que o governo se juntou à comunidade internacional e condenou o ataque israelense.[98]
- Espanha: O ministro das Relações Exteriores, José Manuel Albares, disse que o bombardeio de Rafah foi "mais um dia com civis palestinos inocentes sendo mortos", acrescentando que a gravidade do ataque "é ainda maior" porque ocorreu após a ordem do TIJ para que Israel interrompesse suas operações em Rafah e no resto de Gaza.[50]
- Emirados Árabes Unidos: O país condenou o ataque e enfatizou que Israel deve cumprir a decisão do TIJ.[1]
- Reino Unido: O Ministério das Relações Exteriores reiterou que não apoia a ofensiva em Rafah.[1] O líder do então oposicionista Partido Trabalhista, Keir Starmer, disse que pressionaria pelo fim da invasão de Gaza.[99]
- Estados Unidos: Um porta-voz da Casa Branca expressou tristeza pelas vítimas, mas enfatizou que Israel tem o direito de se defender.[52] Embora a administração Biden tenha dito anteriormente que uma ofensiva em Rafah cruzaria sua "linha vermelha", em 28 de maio, anunciou que o ataque não violou essa linha, que foi definida como uma operação terrestre de "grande escala".[100] Em 29 de maio, o Conselho de Segurança das Nações Unidas reuniu-se para discutir uma resolução que ordenaria a Israel interromper a ofensiva em Rafah. O embaixador americano insistiu que Israel tem o direito de se defender[101] e opôs-se à resolução.[102]
- Iêmen: O Ministério das Relações Exteriores baseado em Aden condenou o "massacre hediondo cometido pelas forças da entidade sionista" e pediu ao Conselho de Segurança da ONU que "assuma suas responsabilidades para deter a máquina de morte e destruição, e forneça proteção imediata ao povo palestino".[103]

#### Supranacional
- União Africana: A Comissão da União Africana afirmou que a ordem do TIJ deve ser "urgentemente aplicada se a ordem global for prevalecer". Seu presidente, Moussa Faki [en], escreveu no X: "Com ataques aéreos horríveis durante a noite matando principalmente mulheres e crianças palestinas presas em um acampamento de deslocados em Rafah, o Estado de Israel continua a violar o direito internacional com impunidade e em desprezo por uma decisão do TIJ de dois dias atrás ordenando o fim de sua ação militar em Rafah".[80]
- União Europeia: O Alto Representante para Assuntos Externos e Política de Segurança, Josep Borrell, condenou o ataque, afirmando que as ações militares de Israel precisam parar.[104]
- Nações Unidas: A Relatora Especial da ONU para os territórios palestinos ocupados, Francesca Albanese, condenou o ataque, chamando-o de "inaceitável" e afirmando que Israel deve enfrentar sanções para pressioná-lo a parar.[105] Albanese descreveu o ataque como "mais um massacre".[106] O Secretário-Geral da ONU, António Guterres, condenou "as ações de Israel que mataram dezenas de civis inocentes que apenas buscavam abrigo neste conflito mortal", acrescentando que "este horror deve parar".[104]
  - UNRWA: O Comissário-Geral da UNRWA, Philippe Lazzarini, disse que as imagens do ataque são "um testemunho de como Rafah se transformou em um inferno na terra".[107]
- Organização para a Cooperação Islâmica: A OCI classificou o ataque como um "massacre hediondo" e um ato de "terrorismo organizado pelo Estado".[108]
- Tribunal Penal Internacional: Chris Gunness [en] disse que os três juízes da câmara de instrução estavam "tão horrorizados quanto o resto do mundo" com o ataque.[50]

### Grupos de ajuda humanitária
- Comitê Internacional da Cruz Vermelha: Um porta-voz do grupo afirmou que há necessidade de seguir o direito internacional e que o sistema de saúde de Gaza não conseguiu lidar com o ataque.[30]
- Médicos Sem Fronteiras: O grupo afirmou que o ataque mostrou que "não há lugar seguro em Gaza" e reiterou seu apelo por um cessar-fogo.[85]
- Sociedade do Crescente Vermelho Palestino: O grupo destacou que Israel deslocou civis à força para essa área.[109]
- ActionAid UK: O grupo condenou o ataque "desumano e bárbaro".[2][110]
- Dezenove grupos de ajuda humanitária afirmaram em um comunicado conjunto: "Enquanto os ataques israelenses se intensificam em Rafah, o fluxo imprevisível de ajuda para Gaza criou uma miragem de melhor acesso, enquanto a resposta humanitária está, na realidade, à beira do colapso".[111][112]

Um médico britânico em Rafah disse que os vídeos do ataque foram "verdadeiramente alguns dos piores que já vi".
Após o ataque, várias organizações de ajuda humanitária nesta parte da cidade foram forçadas a fechar suas operações e transferi-las para outras partes da Faixa de Gaza, incluindo o hospital de campanha Al Quds, administrado pela Sociedade do Crescente Vermelho Palestino, uma clínica apoiada pela Médicos Sem Fronteiras e cozinhas administradas pela World Central Kitchen.

### Outros
Na última coletiva de imprensa de 2025 do Secretário de Estado dos EUA, Antony Blinken, um jornalista o interrompeu e gritou: "Por que você continuou fornecendo bombas quando tínhamos um acordo em maio? Todos sabíamos que tínhamos um acordo. Todos nesta sala sabem que tínhamos um acordo, Tony, e você continuou fornecendo as bombas", provavelmente referindo-se ao bombardeio.
- Conselho para as Relações Americano-Islâmicas: A organização americano-muçulmana de advocacy e direitos civis condenou os ataques e exigiu que o presidente dos EUA, Joe Biden, pare de armar Israel para evitar mais ataques contra civis, diante de vários ataques anteriores usando armas americanas.[116] O diretor nacional adjunto, Edward Ahmed Mitchell, afirmou em uma coletiva de imprensa que Biden não deveria continuar "mudando" e "cruzando sua própria linha vermelha" e "todas as linhas vermelhas da lei dos EUA, do direito internacional e da decência humana básica", e que fornecer "apoio militar, financeiro e diplomático" a essas operações estava manchando todos os americanos "com o sangue de palestinos inocentes".[117]
- Jewish Voice for Peace [en]: O grupo de advocacy judaico baseado nos EUA condenou o "massacre" realizado por Israel, afirmando que "o genocídio deve acabar".[118]
- O ex-Primeiro-Ministro da Escócia, Humza Yousaf, escreveu: "Testemunhe as imagens e pergunte a si mesmo, você está do lado certo da história?" após compartilhar as imagens do incidente.[82]
- Uma imagem mostrando tendas em um acampamento dispostas para formar a frase "All Eyes on Rafah", pedindo que as pessoas prestassem atenção à ofensiva após o ataque, viralizou nas redes sociais, com várias celebridades republicando a imagem.[119][120][121]
- Em resposta a Netanyahu descrever o ataque como uma "tragédia" e "erro", a jornalista Renee Graham disse que "erro" e "acidente" são palavras que a liderança israelense usa após cada matança em massa de civis em Gaza.[122]
- Após o ataque, o piloto britânico de Fórmula 1, Lewis Hamilton, pediu que Israel interrompesse sua ofensiva em Rafah, escrevendo no Instagram: "Chega é chega. Não podemos continuar assistindo essa tragédia se desenrolar e não nos manifestarmos".[123][124]
- A vencedora do Prêmio Nobel da Paz, Narges Mohammadi, afirmou: "Imagens de crianças queimando em tendas de refugiados em Rafah retratam claramente o declínio da humanidade em nosso mundo".[125]
- Universidade Columbia Apartheid Divest: Estudantes manifestantes na Columbia estabeleceram brevemente uma terceira ocupação no campus durante o fim de semana de ex-alunos da universidade, parcialmente motivados pelo ataque, afirmando que a administração era cúmplice do mesmo.[126]